# 花見山 (小惑星)
花見山 (はなみやま、11878 Hanamiyama) は小惑星帯に位置する小惑星。高知県芸西村の芸西観測所で関勉が発見した。

## 概要
福島県福島市渡利にある、観光名所の「花見山」に因んで命名された。